# Svatý Mořic (Mistr Theodorik)
Svatý Mořic (lat. Mauritius) Mistra Theodorika je patrně prvním vyobrazením černocha v českém malířství (1360–1365). O mimořádném významu tohoto rytíře v koncepci kaple sv. Kříže svědčí umístění portrétu v hlavním prostoru presbytáře v sousedství obrazu Sv. Jiří a českého patrona sv. Víta.

## Popis a zařazení
Olejová tempera na bukové desce, výška 114,7 cm, šíře nahoře 67,8 cm, dole 90,2 cm. Rám je původní, s geometrickým plastickým dekorem a kruhovým relikviářovým otvorem v dolní rámové liště.
Obraz charakterizuje tmavý inkarnát, sametově měkká modelace s měkkými světly a klidná a vyrovnaná tvář s dobře odpozorovanými fyziognomickými rysy Afričana, včetně plných rtů a krátkých a hustě kadeřených vlasů. Kvalita provedení řadí dílo k hlavní skupině Theodorikových obrazů v kapli sv. Kříže. Modrý plášť je zdoben jemným šablonovým vzorem, doplněným lepenými plastickými aplikacemi. Ty jsou tvarem shodné s ozdobami pláště sv. Kateřiny. Spodní červená část šatu je zdobena zlatým brokátovým vzorem. Na zlatém opasku jsou patrné otvory, jimiž byly připevněny plastické doplňky. Jiné motivy byly užity při zdobení rozměrného štítu. Stříbrný kříž uprostřed je pokryt bílými rostlinnými úponky, zlatá plocha štítu je kombinována s červenou malbou. Lem štítu zdobí plastický dekor s rozetami. Podobné dekorativní prvky byly užity na štítu archanděla Gabriela na oltářní stěně kaple.
Podle legendy, vytvořené koncem 4. století, byl Svatý Mořic velitelem křesťanské thébské legie, kterou údajně nechal pobít římský císař Maximián poblíž dnešního Svatého Mořice ve Švýcarsku, když se Mořic a jeho vojáci odmítli zúčastnit rituálu obětování pohanským bohům. Svatý Mořic byl patronem císařů Svaté říše Římské od 10. století. Roku 926 věnoval Jindřich Ptáčník celý švýcarský kanton Aargau místnímu opatství výměnou za svaté ostatky Mořice – kopí, meč a ostruhy. Ty se staly součástí korunovačního rituálu císařů a v Rakousku-Uhersku přetrvaly jako insignie císaře až do roku 1916. Roku 937 založil první císař Svaté říše římské Otto I. v Magdeburgu klášter sv. Mořice. Kult sv. Mořice se z Německa rozšířil do Čech, kde s ním spojovali své imperiální ambice Lucemburkové. Pro Karla IV. měl světec zvláštní význam. "Svaté Kopí", jedna z hlavních relikvií, které shromáždil a dal pro ně vybudovat kapli sv. Kříže, bylo v jeho době považováno za relikvii sv. Mořice.

### Svatý Mořic v umění
Svatý Mořic bývá zobrazován jako černoch nebo římský voják evropského vzhledu (Tizian), obvykle v brnění.

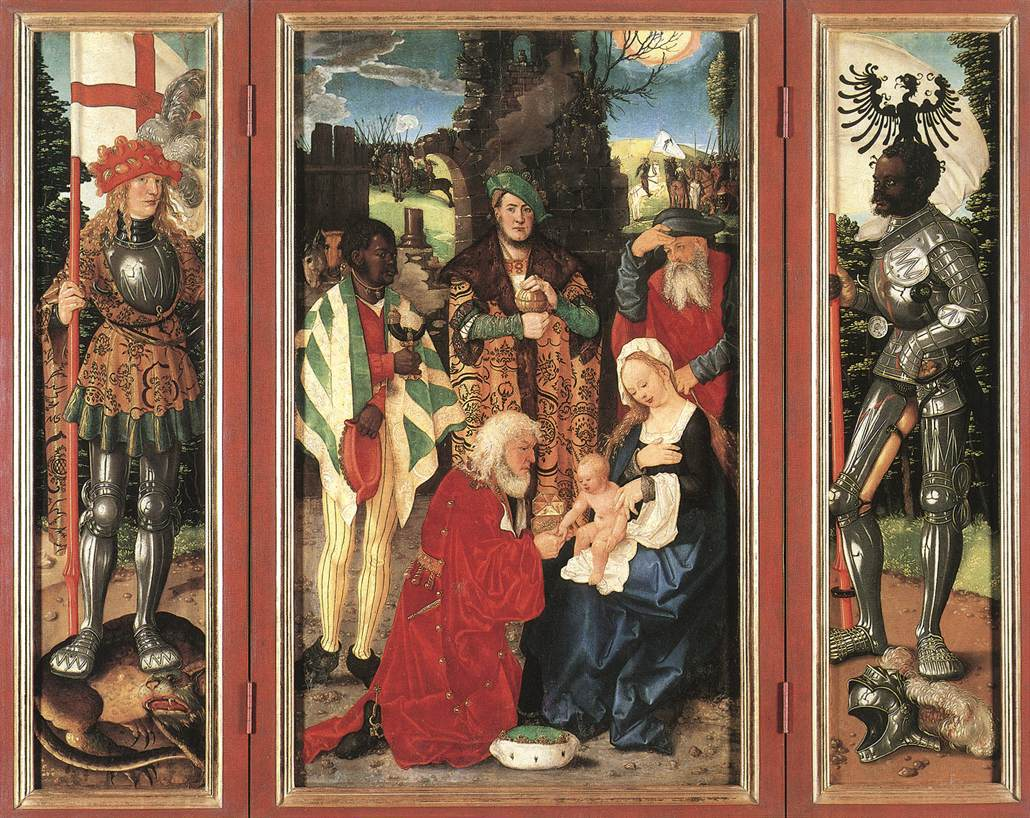
Hans Baldung (1507)
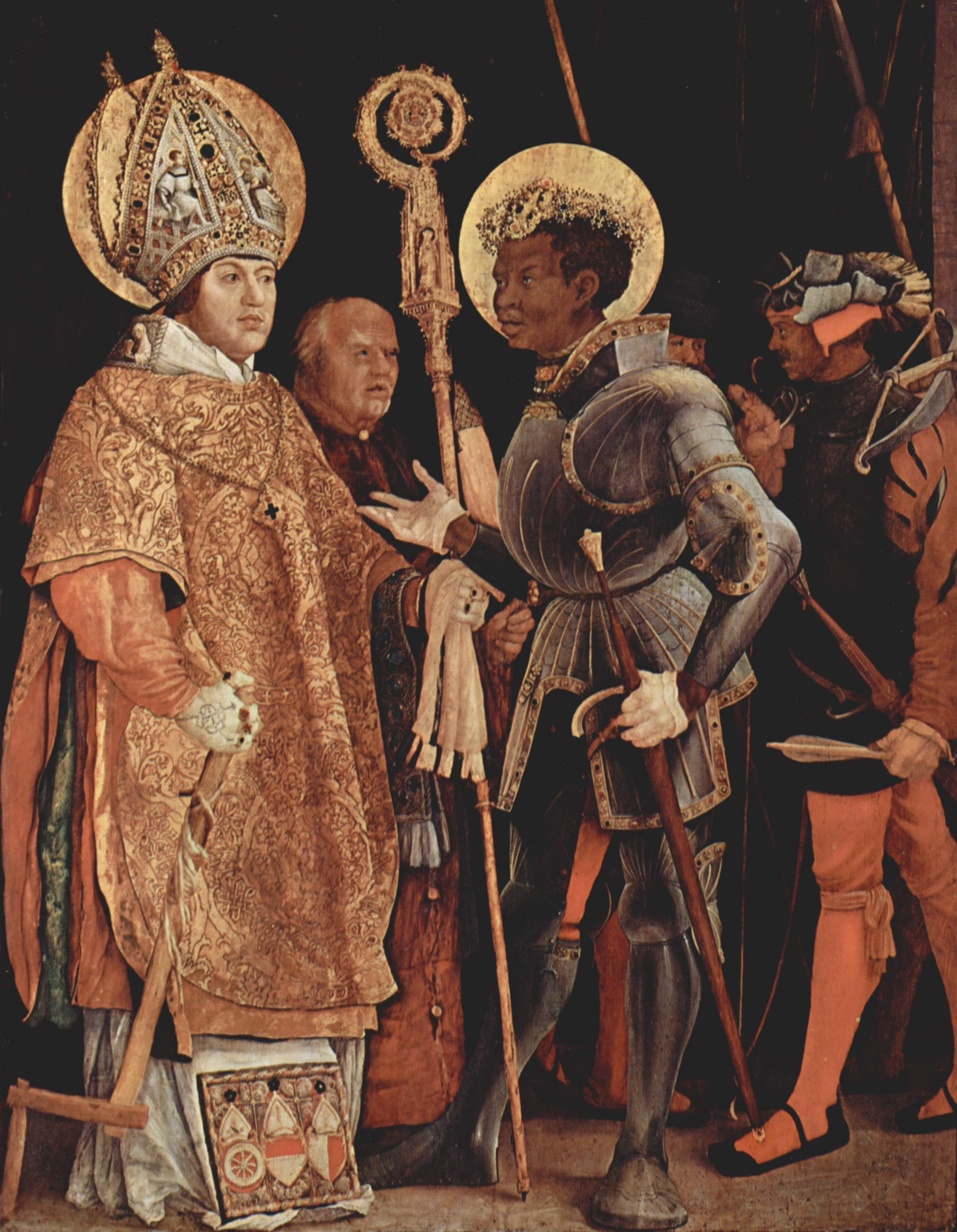
Matthias Grünewald (1517-1523)
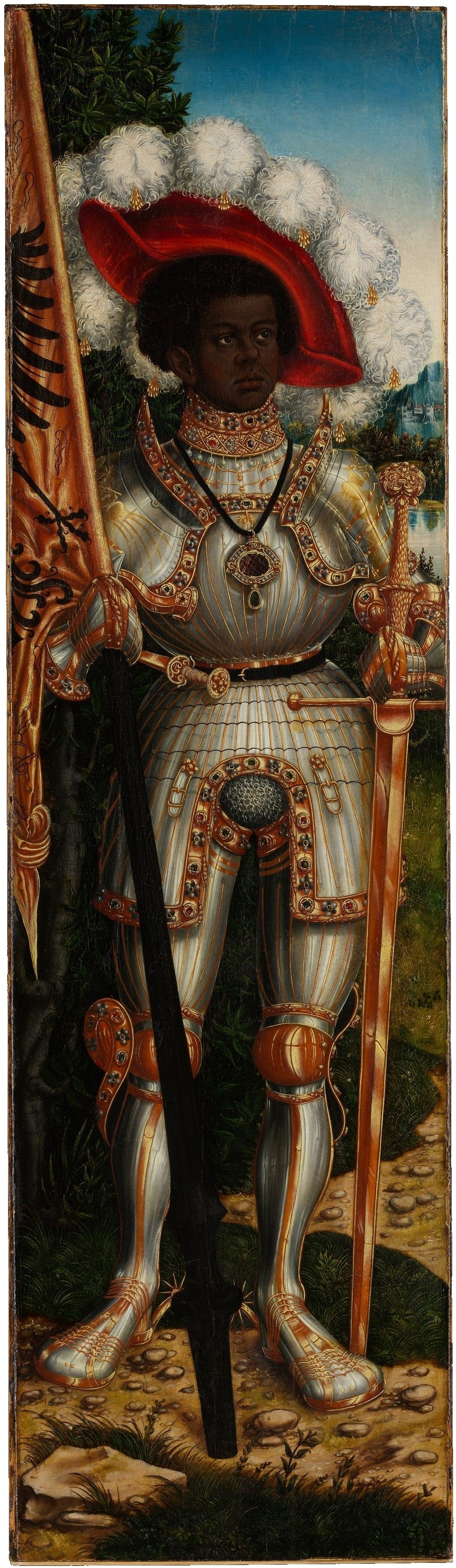
Lucas Cranach starší (1522-1525)
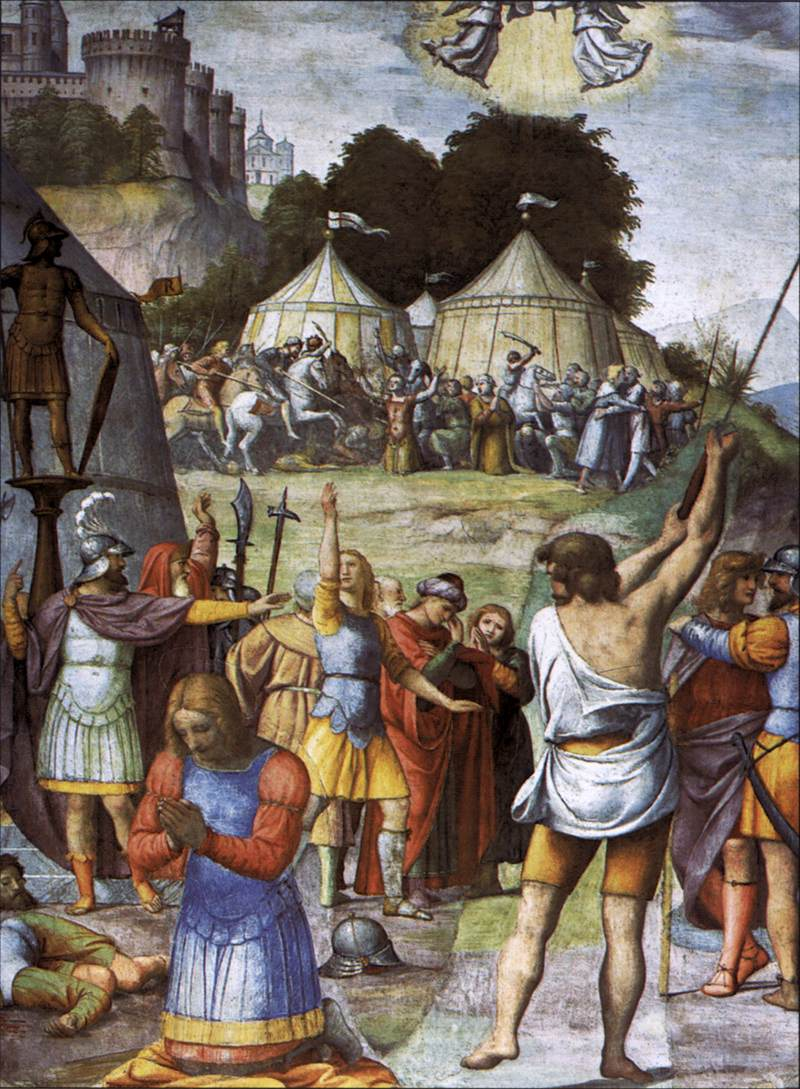
Bernardino Luini (freska, kolem 1510)
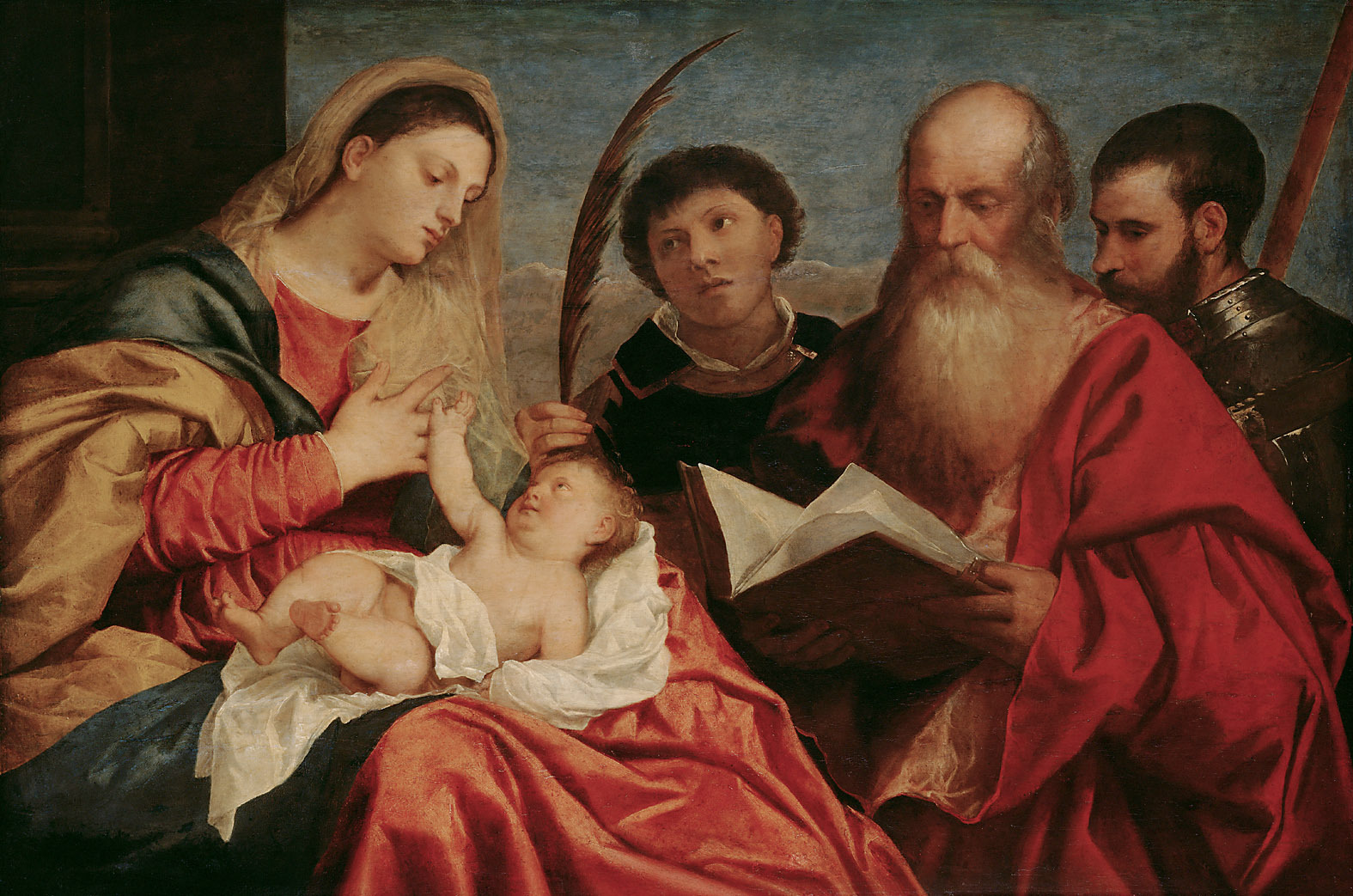
Tizian, Madona se světci (1520)
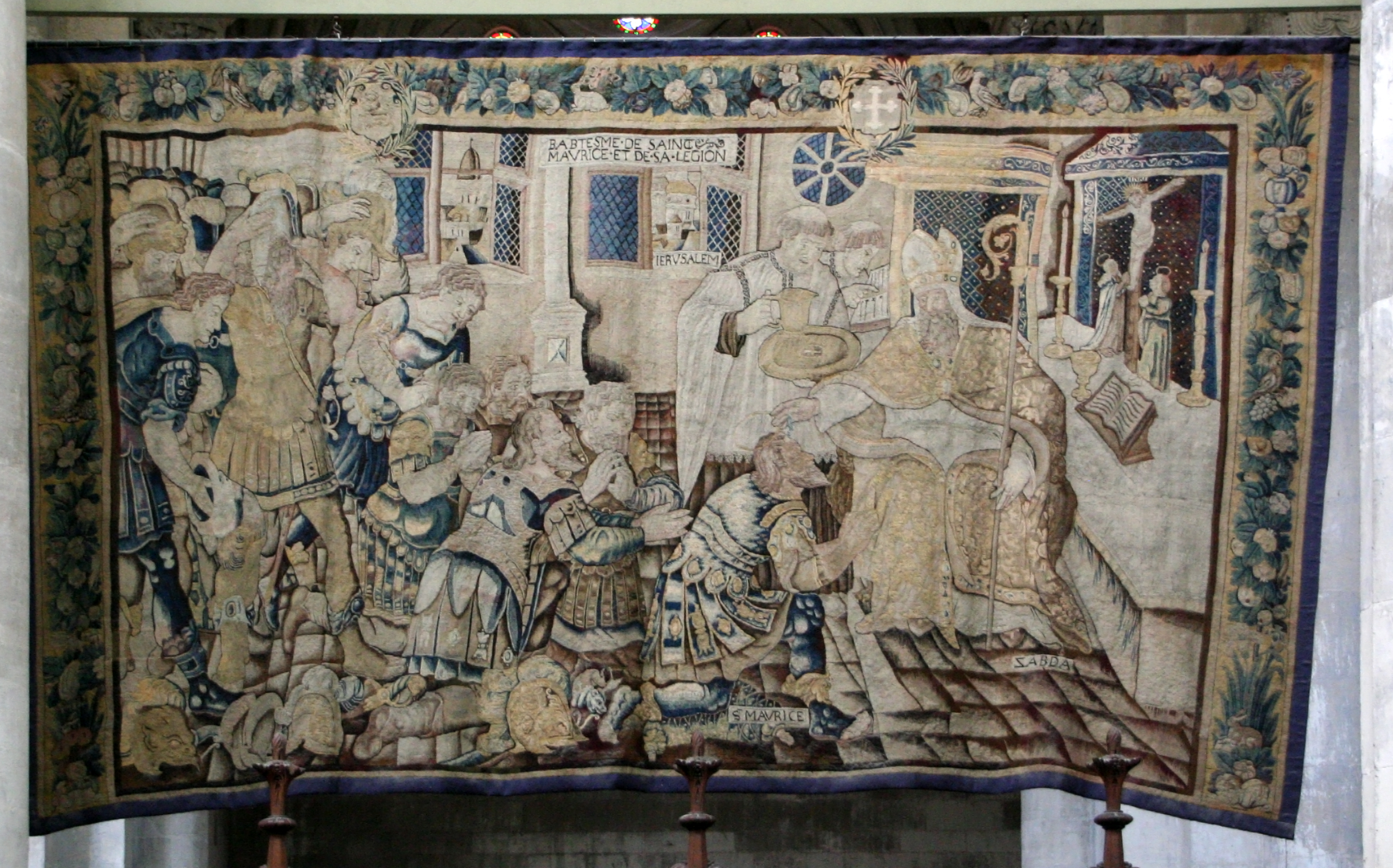
tapisérie s pokřtěním sv. Mořice (16. stol.)
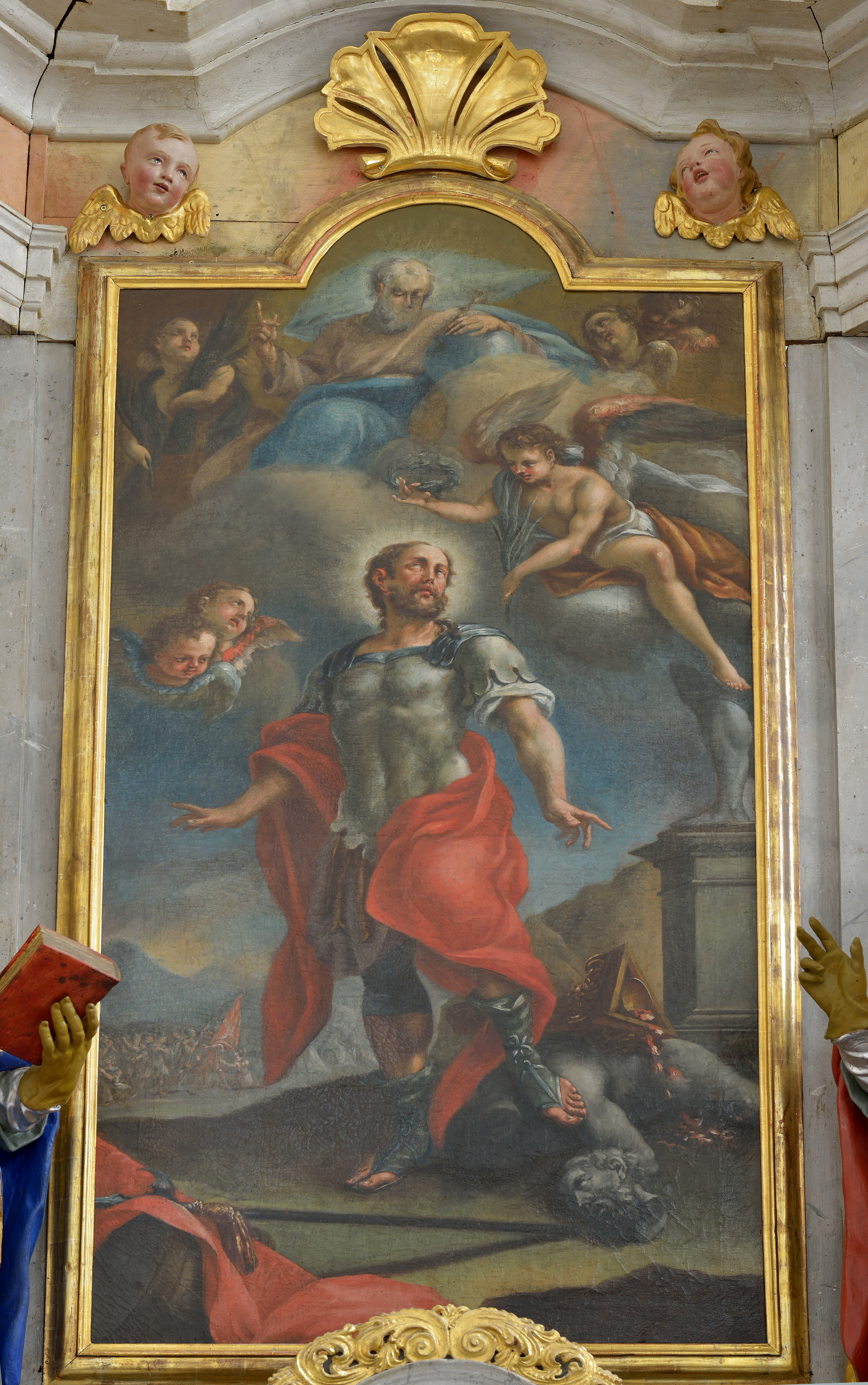
oltářní obraz (1670)
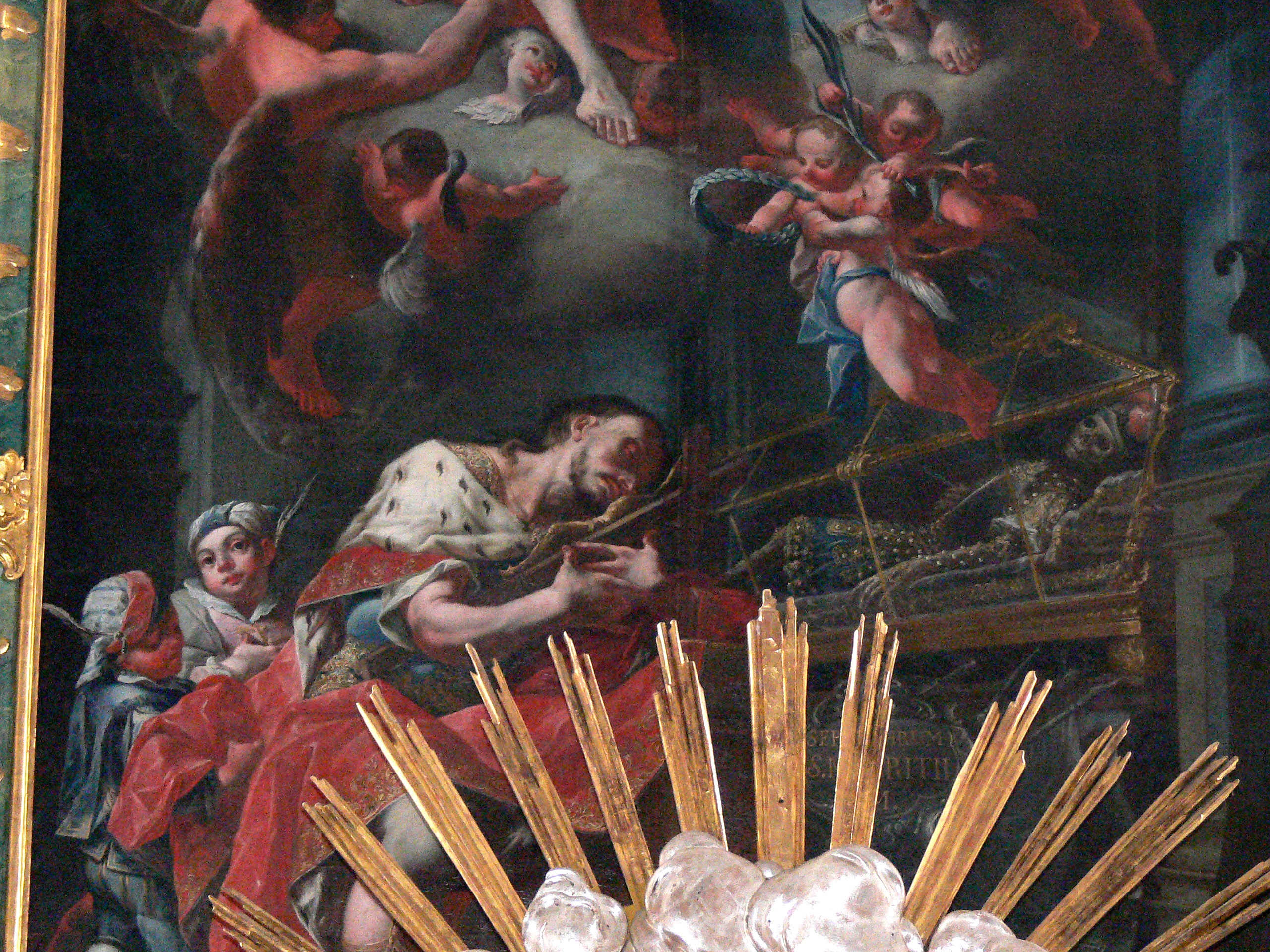
Sv. Zikmund modlící se k ostatkům sv. Mořice (1760)
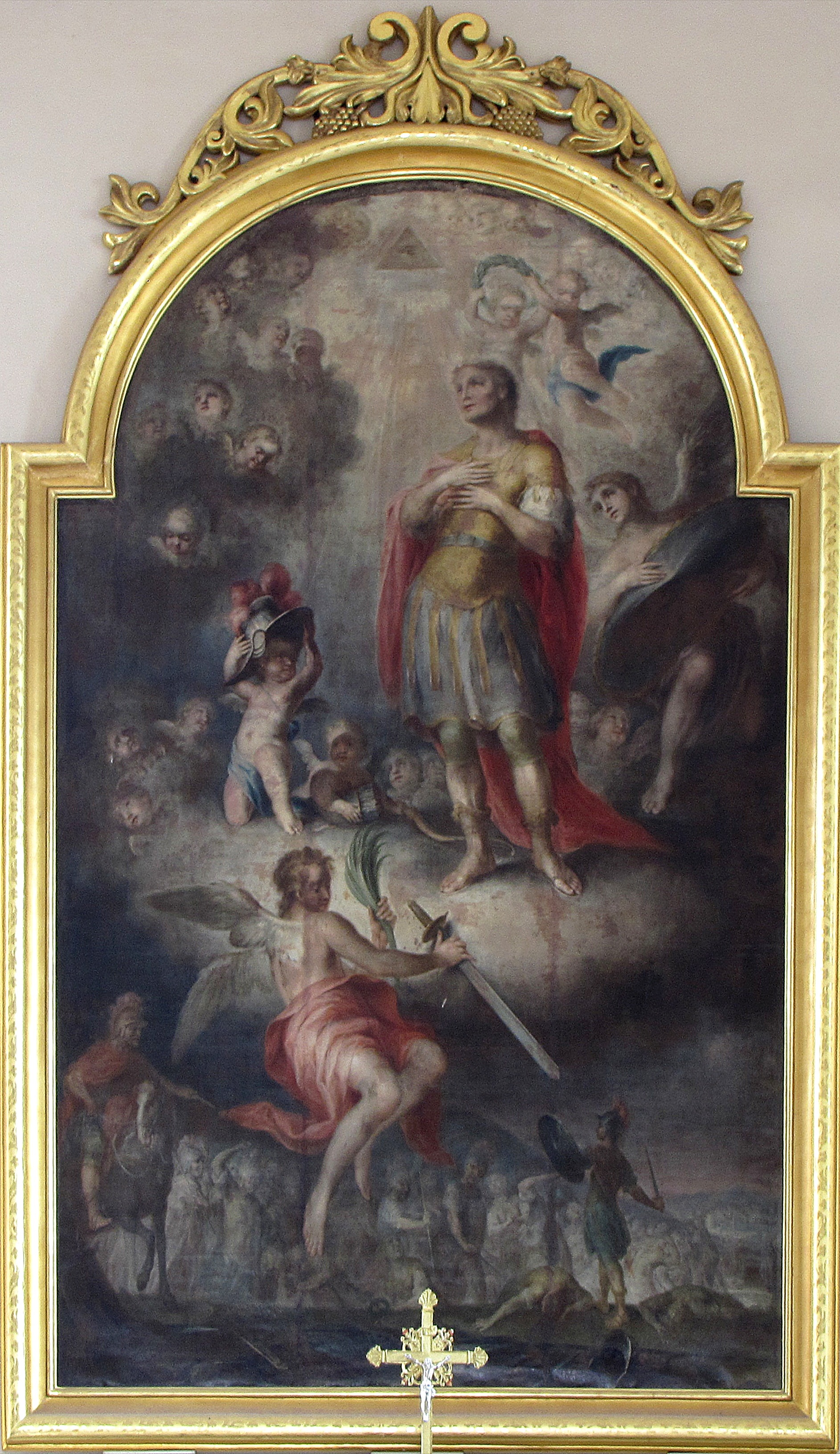
oltářní obraz (1803)
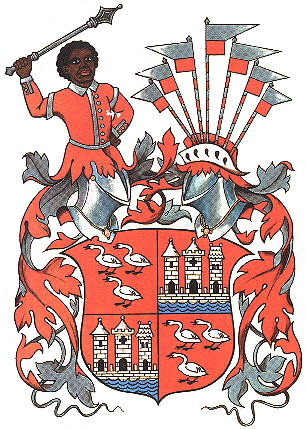
Městský znak Cvikova (Zwickau)
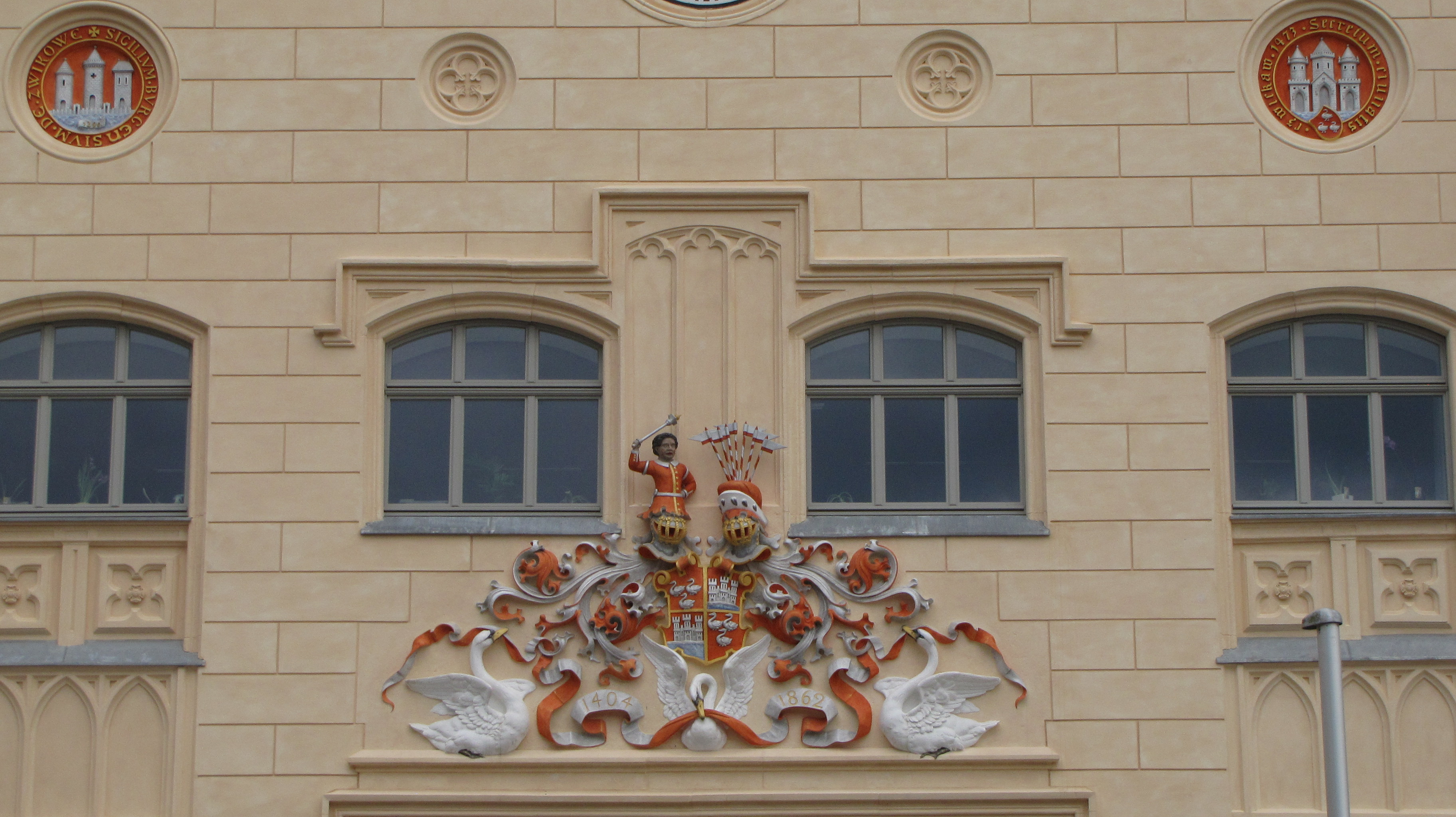
Radnice Cvikova s městským znakem
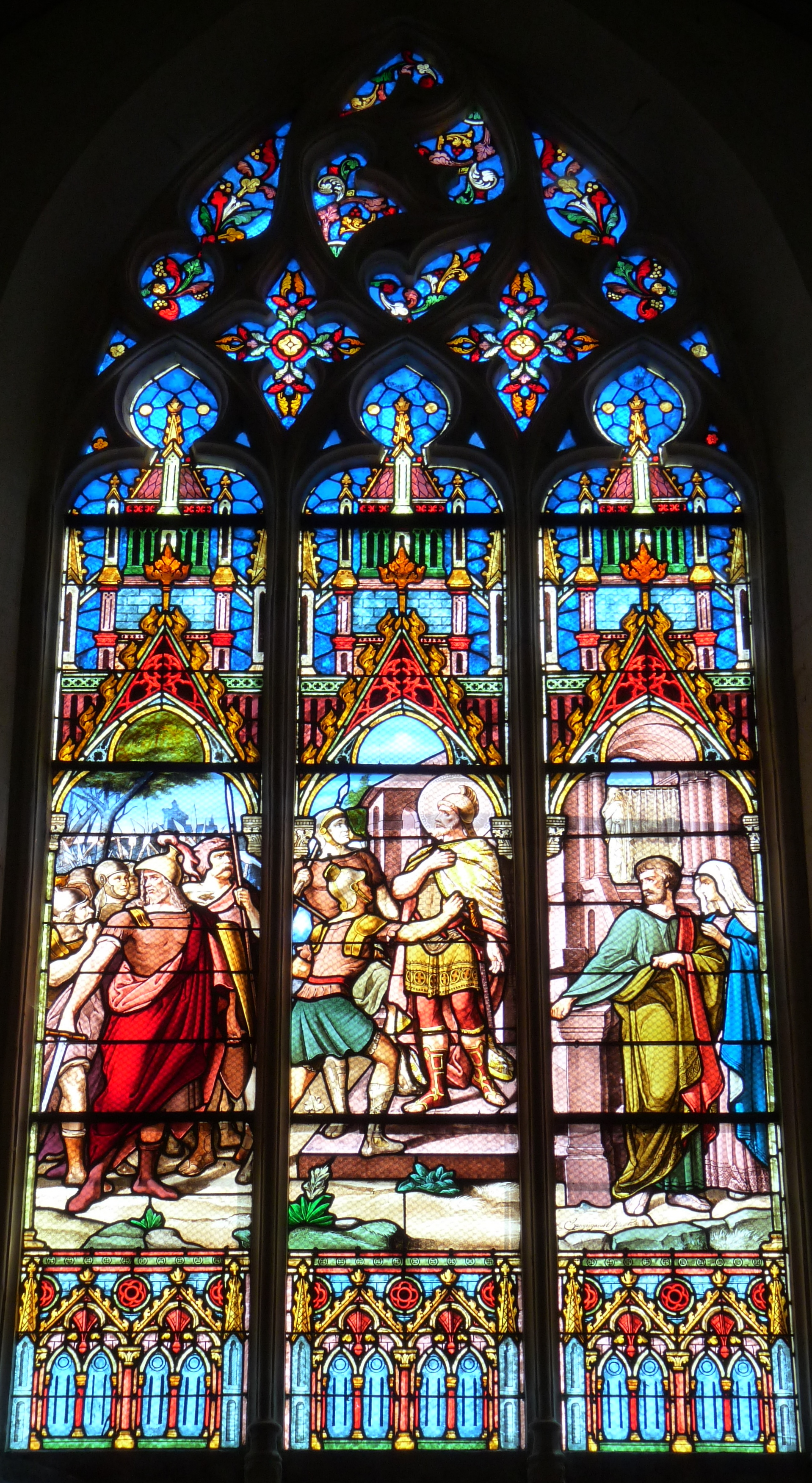
vitráž (1886)
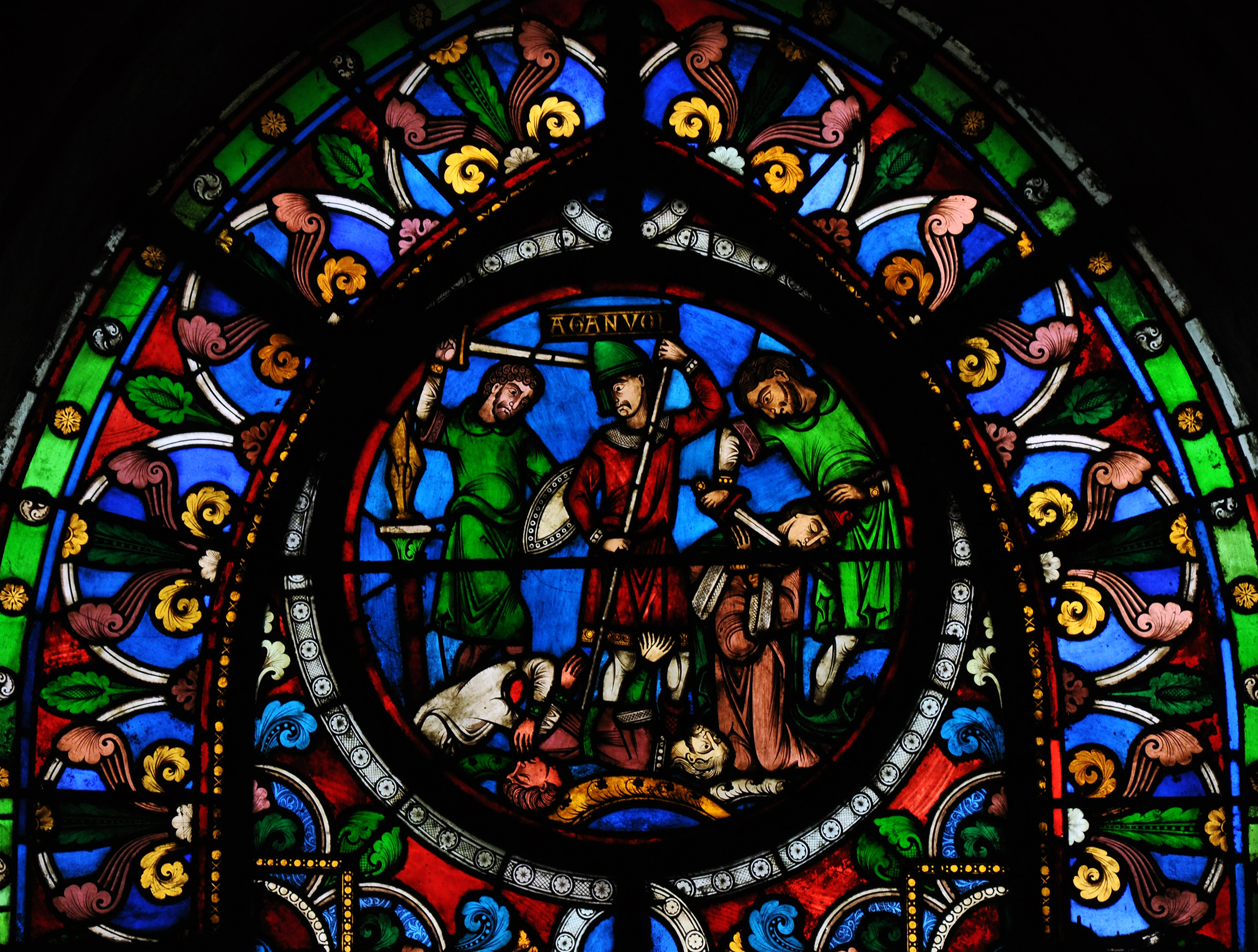
vitráž, kaple sv. Mořice Saint-Denis (19. stol.)
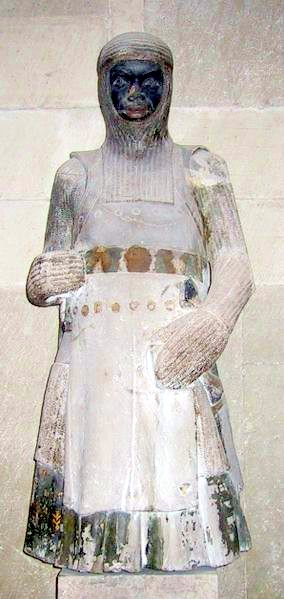
Magdeburg (13. stol.)
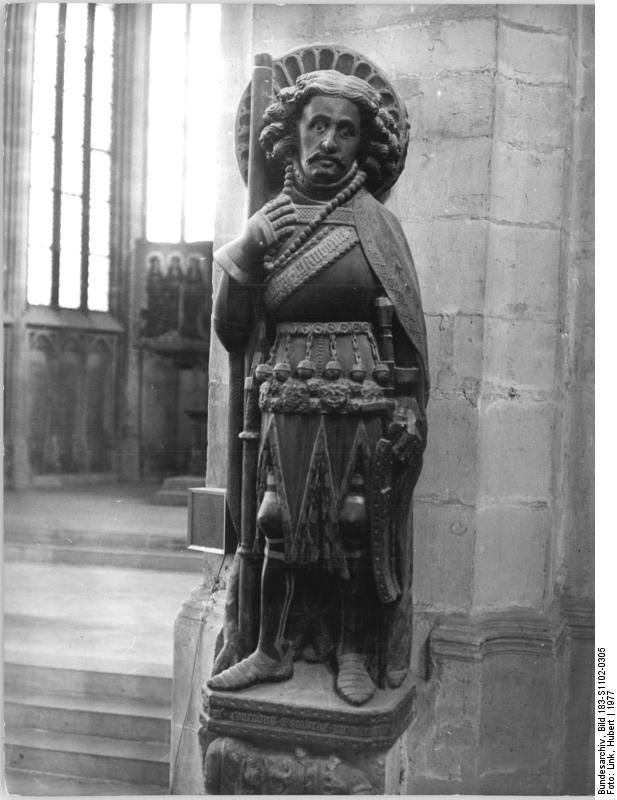
Halle, Moritzkirche (1411)
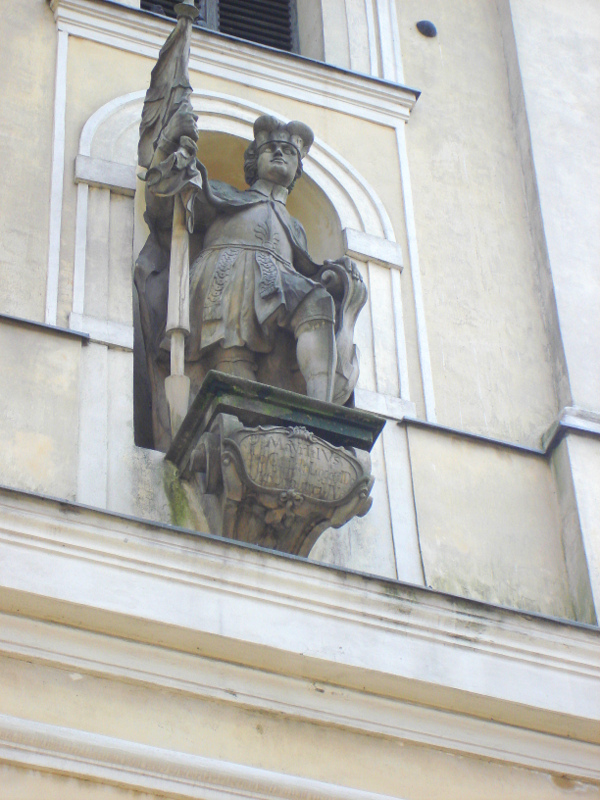
Wrocław, barokní socha
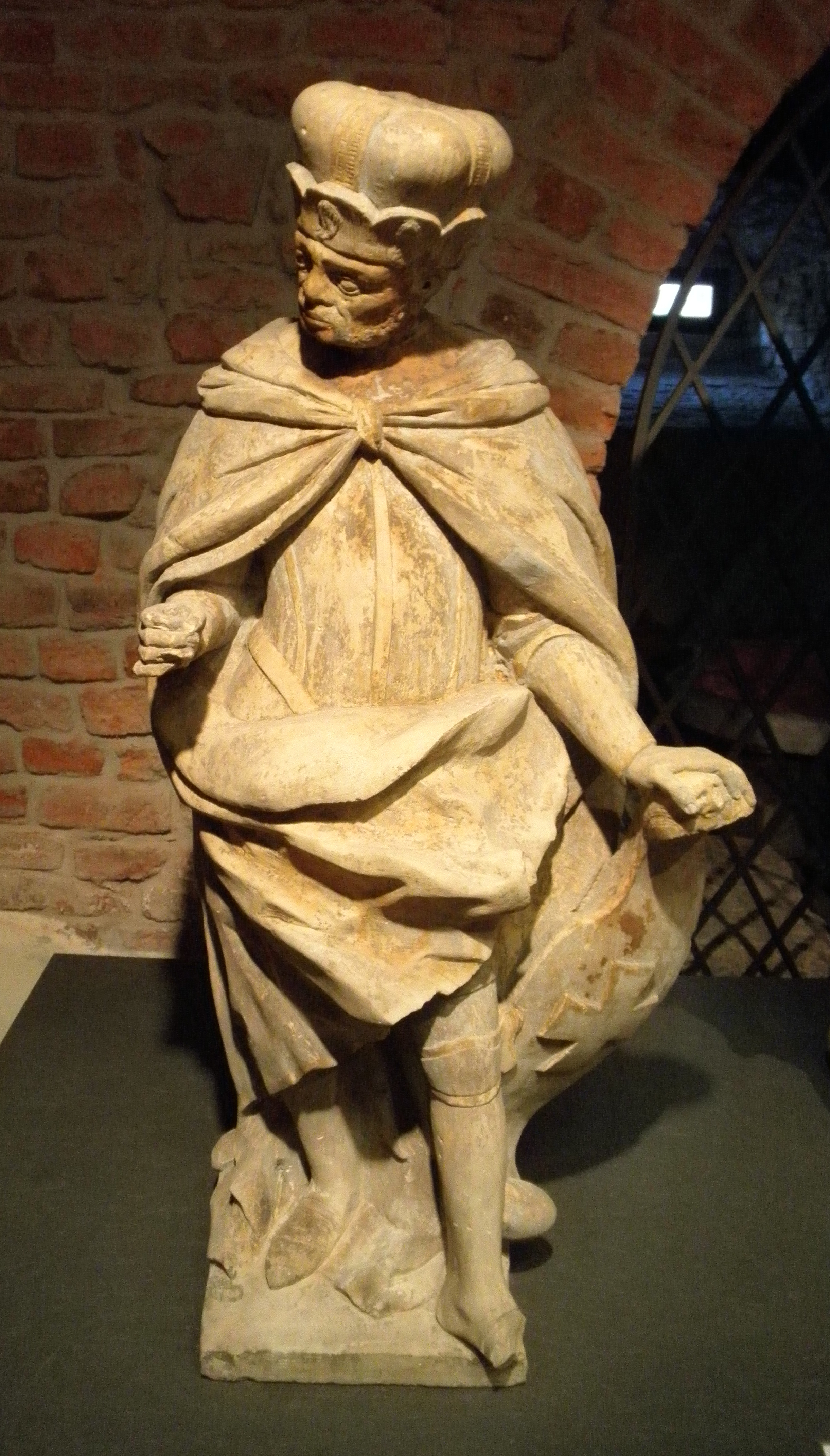
Michael Mandík, Olomouc (1690)
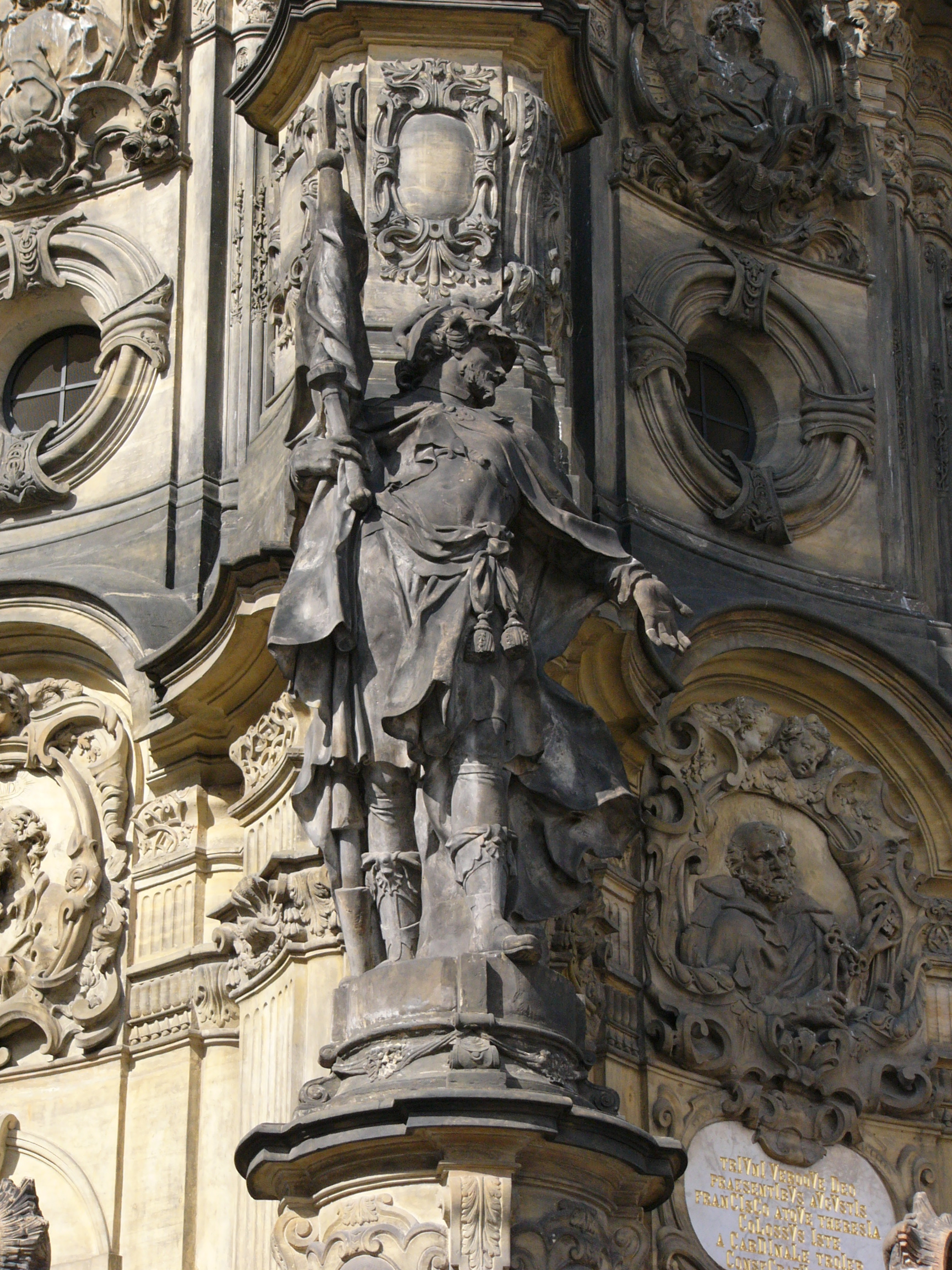
Olomouc, barokní socha
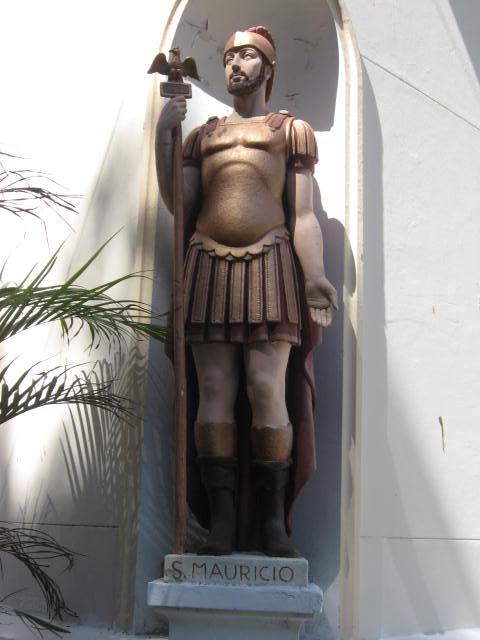
São Maurício, Portugalsko (20. stol.)
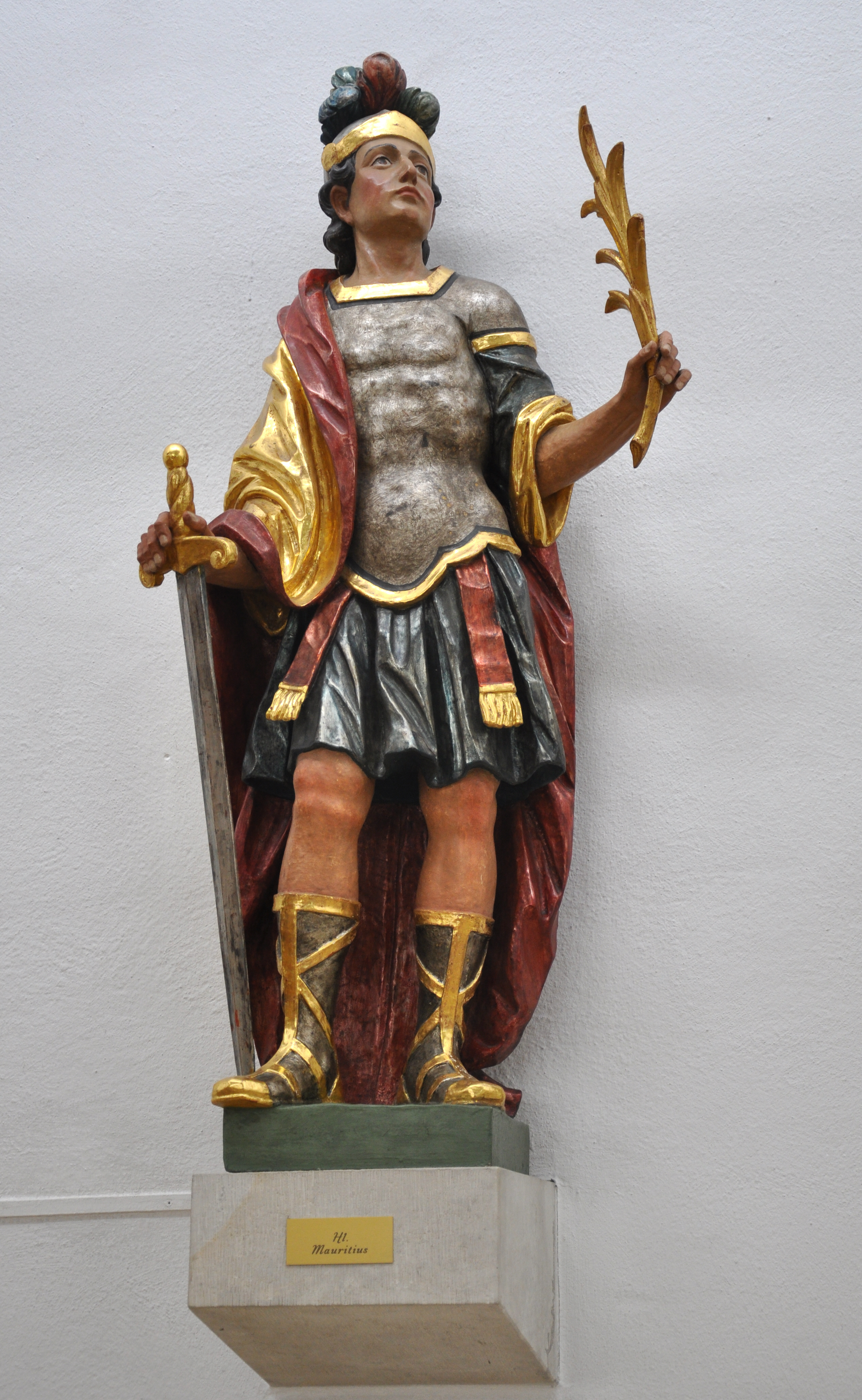
Neukirch (20. stol.)